# Apisaon
Dans la mythologie grecque, Apisaon est un héros de la guerre de Troie.

## Famille
Apisaon est le fils de la nymphe Ocyrhoé et de son époux Hippase dont elle a plusieurs enfants  : Charops, Socos, Apisaon lui-même, Agélaos et Hippomédon (tous combattants troyens dans la guerre de Troie). Si Hippase et les trois premiers fils sont déjà connus d'Homère, Ocyrhoé et les deux suivants ne sont cités que par Quintus de Smyrne.

## Mythologie
Apisaon était un guerrier coté troyen lors de la guerre de Troie. Il fut tué par le achéen Eurypyle lors d'une action de guerre décrite dans le onzième chant de l'Iliade, relatif aux actes d'Agamemnon. Ainsi d'abord, grâce à Agamemnon, le commandant en chef des troupes achéennes, la bataille commence à se développer favorablement pour les Achéens. Mais après qu'Agamemnon soit blessé au combat, le prince troyen Hector, avec l'aide du dieu Zeus, entraîne les Troyens dans un combat plus déterminé. C'est ainsi que plus tard, après les blessures des héros achéens Diomède, Ulysse et Eurypyle, l'armée troyenne obtint un avantage temporaire. Cette avantage ne se gagne pas sans pertes, plusieurs guerriers du camp troyen perdant ainsi la vie, dont Apisaon :

« « Dès qu'Eurypyle, l'illustre fils d'Évémon, vit qu'Aias était entouré d'un flot de flèches de toutes parts, il alla s'approcher de lui et lança sa lance polie ; Avec cette lance, il frappa Apisaon, le berger [chef] du peuple, au foie, sous la membrane transversale, et la vie le quitta immédiatement. Le vainqueur se jeta alors sur lui et lui ôta l'armure de ses épaules. Mais lorsque Pâris, comme les dieux, le vit ôter l'armure d'Apisaon, il tourna aussitôt son arc vers Eurypyle, lui tira dessus et le frappa à la cuisse droite avec une flèche..." »

— Iliade, XI, 575-553

## Évocation moderne

### Astronomie
Apisaon a donné son nom à l'astéroïde troyen de Jupiter (32811) Apisaon.